# Фунтана Меига
Фунтана Меига је насеље у Италији у округу Ористано, региону Сардинија.
Према процени из 2011. у насељу је живело 4 становника. Насеље се налази на надморској висини од 21 м.